# لوثينا ديل بويرتو
بلدية لوثينا ديل بويرتو (بالإسبانية: Lucena del Puerto) هي بلدية تقع في مقاطعة ولبة التابعة لمنطقة أندلوسيا جنوب إسبانيا.

## الديموغرافيا
بلغ عدد سكان بلدية لوثينا ديل بويرتو 3.202 نسمة عام 2011 (وفقاً للمعهد الوطني الإسباني للإحصاء).
| 2.180 | 2.243 | 2.097 | 2.283 | 2.624 | 2.752 | 3.202 |